# Girlfriend (Bobby Brown-dal)
A Girlfriend az amerikai R&B énekes, Bobby Brown debütáló első kislemeze a King of Stage című albumról. Bár az album nem aratott különösebb sikert, a dal két hétig 1. helyezett volt az R&B slágerlistán, valamint 57. volt a Hot 100-as listán.

## Megjelenések
7"  MCA 52866
- Girlfriend - 4:16
- Girlfriend (Sing-A-Long Version) - 4:16

12"  MCA L33-17217
- Girlfriend - 6:13
- Girlfriend (Instrumental) - 6:11

12" Promo  MCA WMCAT 1114
- Girlfriend - 6:13
- King of Stage (Extended Version) - 7:15

## Helyezések
| Slágerlista (1986)                     | Peak position |
| -------------------------------------- | ------------- |
| U.S. Billboard Hot 100                 | 57            |
| U.S. Hot R&B/Hip-Hop Songs (Billboard) | 1             |